# Polymarsypus digitatus
Polymarsypus digitatus is een kreeftachtigensoort uit de familie van de Lauridae. De wetenschappelijke naam van de soort is voor het eerst geldig gepubliceerd in 1939 door Pyefinch.